# Wanzhai (sockenhuvudort i Kina, Hubei Sheng, lat 30,14, long 109,58)
Wanzhai (kinesiska: 万寨, 万寨乡) är en sockenhuvudort i Kina. Den ligger i provinsen Hubei, i den centrala delen av landet, omkring 450 kilometer väster om provinshuvudstaden Wuhan. Antalet invånare är 23 573. Befolkningen består av 11 294 kvinnor och 12 279 män. Barn under 15 år utgör 18,0 %, vuxna 15-64 år 69 %, och äldre över 65 år 12,0 %.
Runt Wanzhai är det ganska tätbefolkat, med 124 invånare per kvadratkilometer. Närmaste större samhälle är Wuyangba, 17,3 km nordväst om Wanzhai. I omgivningarna runt Wanzhai växer i huvudsak blandskog.
Genomsnittlig årsnederbörd är 1 593 millimeter. Den regnigaste månaden är september, med i genomsnitt 282 mm nederbörd, och den torraste är december, med 19 mm nederbörd.